# 26761 Стромболі
26761 Стромболі (26761 Stromboli) — астероїд головного поясу, відкритий 24 вересня 1960 року.
Тіссеранів параметр щодо Юпітера — 3,026.
Названо на честь італійського острова Стромболі.